# Honor Magic 4 Pro
Le Honor Magic 4 Pro, est un smartphone fabriqué par Honor, ancienne filiale de Huawei, dans la gamme Honor Magic, lancé en 2022 et fonctionnant sous Android.

## Caractéristique

### Stockage et mémoire
Honor Magic 4 Pro possède une mémoire de 256Go et 512Go avec une RAM de 8Go et 12Go.

### Logiciel
Honor Magic 4 Pro dispose de la version Android 12, surcouche logicielle Magic UI. Il est compatible avec Mega UI 6.